# Cabrillanes
Cabrillanes (Cabril·lanes /Cabritsanes/ en lleonès) és un municipi de la província de Lleó. Pertany a la comarca de Babia, dins la Montaña Occidental.
Limita al nord amb el Principat d'Astúries; al sud els municipis de Murias de Paredes i Riello; a l'oest amb el municipi de Villablino; i a l'est amb el municipi de San Emiliano. La seva capital és la localitat de Cabrillanes, que dista 86 km de Lleó. El municipi té 1.165 habitants.
A més de la capital, el municipi inclou altres 13 localitats rurals: 
- Cabrillanes
- La Cueta
- Huergas de Babia
- Lago de Babia
- Mena de Babia
- Meroy
- Las Murias
- Peñalba de Cilleros
- Piedrafita de Babia
- Quintanilla de Babia
- Riera de Babia
- Sant Félix de Arce
- Torre de Babia
- Vega de Viejos